# Kosmos-Arena

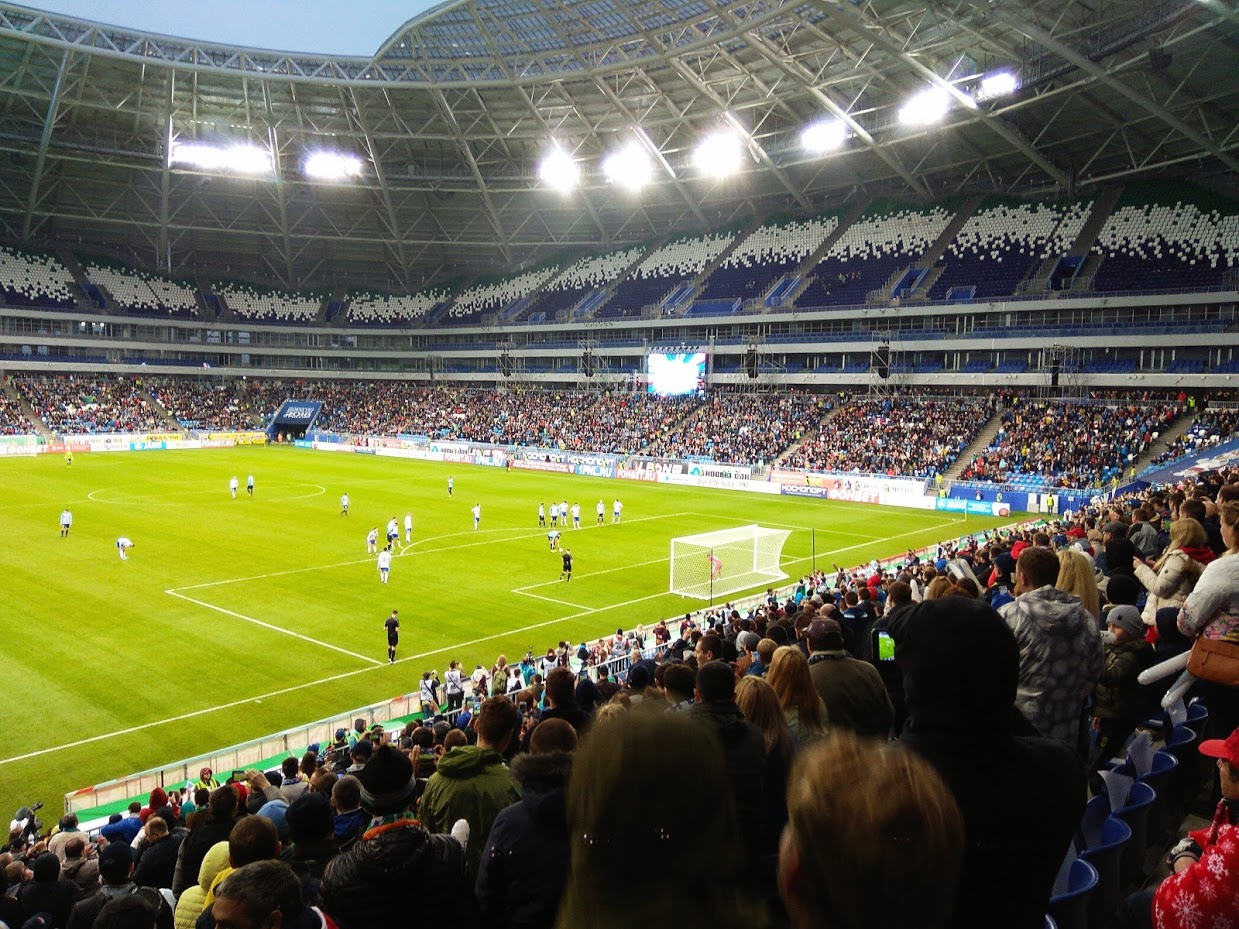
Der Innenraum bei einem Testspiel von Krylja Sowetow Samara im April 2018

Die Kosmos-Arena (russisch Космос Арена; auch Samara-Arena russisch Самара Арена) ist ein Fußballstadion in der russischen Stadt Samara, das für die Fußball-Weltmeisterschaft 2018 errichtet wurde. Die Arena ist die Spielstätte des Fußballvereins Krylja Sowetow Samara aus der zweitklassigen 1. Fußball-Division. Die Fußballarena bietet den Besuchern 44.807 Sitzplätze und ersetzte das Metallurg-Stadion als Heimstätte von Krylja Sowetow. Die Behörden kündigten für ihren Entwurf Ende 2012 voraussichtliche Baukosten von 285 Millionen Euro an.

## Lage
In der Bewerbung, die bei der FIFA eingereicht wurde, wurde als Arenalage eine Insel mit wenig Infrastruktur südlich der Stadt Samara angegeben. So gab es zu dieser Zeit nicht einmal eine Brücke.
Auf Kritik hin wurde das geplante Stadion nach Norden innerhalb der Stadtgrenze verlegt. Ursprüngliche Planungen gingen von einer Fläche von 27 ha aus, aber diese wurde zunächst auf 240 ha und danach auf 930 ha vergrößert. Die Entscheidungen zur Vergrößerung der Fläche gingen ohne Rücksprache mit der örtlichen Bevölkerung vonstatten. Für die FIFA sind Stadien der Größe von 18 bis 24 ha üblich.

## Geschichte
Der Bau des Stadions begann 2014 und sollte bis 2017 andauern. Wegen Bauverzögerungen konnte das Stadion erst im Frühling 2018 eröffnet werden.
Am 27. April 2018 erhielt die Arena noch vor dem Abschluss der Bauarbeiten die Betriebserlaubnis, gerade rechtzeitig für das erste Test- und Ligaspiel von Krylja Sowetow Samara im WM-Stadion am 28. April vor 14.017 Besuchern gegen den FK Fakel Woronesch (2:1). Mit der Kosmos-Arena erhielt die letzte Spielstätte der Fußball-Weltmeisterschaft seine Betriebserlaubnis und war einsatzbereit für das Turnier.

## Spiele der Fußball-WM 2018 in Samara
Das Stadion war Spielstätte von sechs Spielen der Fußball-Weltmeisterschaft 2018.
|                          |   |            |           |
| 17. Juni 2018, Gruppe E  |   |            |           |
| Costa Rica               | – | Serbien    | 0:1 (0:0) |
| 21. Juni 2018, Gruppe C  |   |            |           |
| Dänemark                 | – | Australien | 1:1 (1:1) |
| 25. Juni 2018, Gruppe A  |   |            |           |
| Uruguay                  | – | Russland   | 3:0 (2:0) |
| 28. Juni 2018, Gruppe H  |   |            |           |
| Senegal                  | – | Kolumbien  | 0:1 (0:0) |
| 02.7.2018, Achtelfinale  |   |            |           |
| Brasilien                | – | Mexiko     | 2:0 (0:0) |
| 07.7.2018, Viertelfinale |   |            |           |
| Schweden                 | – | England    | 0:2 (0:1) |